# Nickelodeon Kids' Choice Awards Argentina
Los Nickelodeon Kids' Choice Awards Argentina fueron la edición argentina de los Nickelodeon Kids' Choice Awards. El espectáculo ofrece numerosos invitados y presentaciones musicales. La votación se realiza a través de la web y las redes de Nickelodeon (Latinoamérica). La última emisión en 2018 fueron sus anfitriones Verónica Lozano y Kevsho.
Fueron cancelados seguidos de los Kids Choice Awards Colombia desde 2019.

## Lista de ceremonias
| Año  | Anfitriones                           | Lugar                                      | Ciudad       |
| ---- | ------------------------------------- | ------------------------------------------ | ------------ |
| 2011 | Nicolás Vázquez                       | Microestadio Malvinas Argentinas           | Buenos Aires |
| 2012 | Favio Posca                           | Microestadio Malvinas Argentinas           | Buenos Aires |
| 2013 | Diego Ramos                           | Microestadio Malvinas Argentinas           | Buenos Aires |
| 2014 | Marley                                | Teatro Ópera Allianz                       | Buenos Aires |
| 2015 | Benjamín Amadeo                       | Teatro Ópera Allianz                       | Buenos Aires |
| 2016 | Victorio D'Alessandro & Franco Masini | Teatro Coliseo                             | Buenos Aires |
| 2017 | Leandro Leunis & Mercedes Lambre      | Teatro Coliseo                             | Buenos Aires |
| 2018 | Verónica Lozano & Kevsho              | Estadio Obras de la Ciudad de Buenos Aires | Buenos Aires |

## Kids' Choice Awards Argentina
Kids' Choice Awards Argentina 2011
La primera entrega se realizó el 11 de octubre de 2011 en el Estadio Malvinas Argentinas de la Ciudad Autónoma de Buenos Aires. En la primera entrega su anfitrión fue el actor Nicolás Vázquez.
Al final del show, se reveló que los Kids' Choice Awards volverían en el año 2012. Es un espectáculo que honra a lo más grande del año en televisión, cine y música, votado por los niños que ven el canal de cable Nickelodeon.
Kids' Choice Awards Argentina 2012
Al final del show del 2011, Nicolás Vázquez afirmó que los Kids' Choice Awards volverán a la Argentina en el 2012, y fueron confirmados en el mes de junio, y se realizaron nuevamente el 5 de octubre de 2012, el anfitrión fue Favio Posca. El 6 de julio de 2012 comenzó la votación de los prenominados.
Kids' Choice Awards Argentina 2013
El 18 de octubre de 2013 se llevó a cabo la tercera entrega de los premios en el Estadio Malvinas Argentinas de Buenos Aires. El actor Diego Ramos fue el anfitrión del evento.
Kids' Choice Awards Argentina 2014
Este año, los Kids' Choice Awards 2014 fueron conducidos por Alejandro "Marley" Wiebe. Se realizaron por primera vez en el Ópera Allianz de Buenos Aires el día 29 de octubre. La prevotación se llevó a cabo hasta los últimos minutos del día 22 de septiembre de 2014. La fase final comenzó el 23 de septiembre de 2014 y allí se eligieron a los ganadores.
Kids' Choice Awards Argentina 2015
Este año la entrega de premios Kids' Choice Awards se realizó en el Ópera Allianz el día jueves 22 de octubre de 2015. El conductor fue el actor y cantante Benjamín Amadeo
Kids' Choice Awards Argentina 2016
Kids' Choice Awards Argentina 2017
Kids' Choice Awards Argentina 2018

## Categorías
Esta tabla muestra los premios de cada edición de los Kids' Choice Awards Argentina.
| Actor favorito                          | Sí | Sí | Sí | Sí | Sí | Sí | Sí | Sí |
| Actriz favorita                         | Sí | Sí | Sí | Sí | Sí | Sí | Sí | Sí |
| Actor/actriz de reparto                 | No | No | Sí | Sí | No | No | No | No |
| Villano favorito                        | Sí | Sí | Sí | No | No | Sí | Sí | Sí |
| Revelación                              | Sí | Sí | Sí | No | No | No | No | No |
| Programa o serie favorito               | Sí | Sí | Sí | Sí | Sí | Sí | Sí | Sí |
| Programa o serie internacional favorito | Sí | Sí | Sí | Sí | Sí | Sí | Sí | Sí |
| Caricatura favorita                     | Sí | Sí | Sí | Sí | Sí | Sí | Sí | Sí |
| Reality o concurso favorito             | No | No | No | No | Sí | Sí | Sí | No |
| 20 años Nick en Latinoamérica           | No | No | No | No | No | No | Sí | No |
| Ship Nick                               | No | No | No | No | No | No | Sí | Sí |
| Canción favorita                        | Sí | Sí | Sí | No | No | No | No | No |
| Canción latina favorita                 | No | No | Sí | Sí | Sí | Sí | Sí | Sí |
| Artista o grupo internacional favorito  | Sí | Sí | Sí | Sí | Sí | Sí | Sí | Sí |
| Artista o grupo latino favorito         | Sí | Sí | Sí | No | No | No | No | No |
| Artista o grupo nacional favorito       | No | No | Sí | Sí | Sí | Sí | Sí | Sí |
| Colaboración favorita                   | No | No | No | No | No | No | Sí | No |
| Artista nuevo favorito                  | No | No | No | No | No | No | No | Sí |
| Película animada favorita               | Sí | Sí | Sí | No | No | No | No | No |
| Película favorita                       | Sí | Sí | Sí | Sí | Sí | Sí | Sí | Sí |
| Celebridad en Twitter favorito          | No | No | Sí | Sí | No | No | No | No |
| Diosa                                   | No | No | No | Sí | Sí | No | No | No |
| Bombón                                  | No | No | No | Sí | Sí | No | No | No |
| Favorito en la web                      | No | No | No | No | Sí | No | No | No |
| Chico trendy                            | No | No | No | No | No | Sí | Sí | Sí |
| Chica trendy                            | No | No | No | No | No | Sí | Sí | Sí |
| Youtuber favorito                       | No | No | No | No | No | Sí | Sí | Sí |
| Momento viral                           | No | No | No | No | No | Sí | No | No |
| Revelación digital                      | No | No | No | No | No | Sí | Sí | Sí |
| Serie web favorita                      | No | No | No | No | No | No | Sí | No |
| Inspiración favorita                    | No | No | No | No | No | No | No | Sí |
| Instagramer favorito                    | No | No | No | No | No | No | Sí | Sí |
| Gamer favorito                          | No | No | No | No | No | No | Sí | Sí |
| Musically favorito                      | No | No | No | No | No | No | Sí | No |
| Mejor fandom                            | No | No | No | No | No | No | Sí | Sí |
| Influencer musical favorito             | No | No | No | No | No | No | No | Sí |
| Atleta favorito                         | Sí | Sí | Sí | Sí | Sí | Sí | Sí | Sí |
| Pro-social                              | Sí | Sí | No | No | No | Sí | Sí | No |
| App favorita                            | Sí | Sí | Sí | Sí | Sí | No | No | Sí |
| Trayectoria                             | Sí | Sí | No | No | No | No | Sí | Sí |
| Programa de radio favorito              | No | Sí | Sí | No | No | Sí | Sí | No |
| Obra de teatro favorita                 | No | No | No | Sí | No | No | No | No |
| Empodera2                               | No | No | No | No | No | No | No | Sí |